# Anja Klauss
Pour les articles homonymes, voir Klauss.
Anja Klauss est une autrice et illustratrice de littérature d'enfance et de jeunesse née en 1978 en Allemagne[Quand ?][Où ?] ; ses ouvrages sont publiés à partir de 2004.

## Biographie
D'origine allemande, Anja Klauss vit à Strasbourg. Elle suit une formation d'illustratrice dans plusieurs établissements, dont l'École supérieure des arts décoratifs de Strasbourg, où elle intègre l'atelier d'illustration de Claude Lapointe.
À partir de 2004, elle écrit et illustre des ouvrages pour la jeunesse. En 2011, sur un texte de Véronique Massenot, elle dessine Le Vaisseau blanc qui porte sur la chapelle Notre-Dame du Haut, à Ronchamp. L'ouvrage est ensuite traduit en italien (Il vascello bianco). En 2013, elle illustre Les Contes de la plume blanche, un ensemble livre et CD sur de célèbres musiciens classiques. En 2015, avec Myriam Ouyessad, elle signe Le Gardien de l'arbre. En 2017, elle collabore avec Cécile Alix pour imaginer l'origine de la sculpture La vague de Camille Claudel : Le Marin et la fille des mers. En 2018, avec  Catherine Metzmeyer, elle signe Debout, c'est Noël, qui est traduit vers l'italien (Sveglia! È Natale!). En 2019, elle s'associe avec Brigitte Delpech pour livrer Inabata et l'oiseau d'argent, « un conte qui se passe sur le dos d’un dragon, en Asie ».

## Œuvres notables
- Le petit homme amoureux de la lune, éd. Alice, 2004  (ISBN 9782874260131)
- Le Vaisseau blanc : la chapelle de Ronchamp, texte de Véronique Massenot, SCÉRÉN-CNDP-CRDP et l'Élan vert, coll. Pont des arts, 2011  (ISBN 978-2-84455-206-8)
- Les Contes de la plume blanche, d'Anne-Laurence Fitère ; illustrations, Anja Klauss ; contes lus par Rebecca Hampton et Serge Dupire, éd. Le Cherche midi, 2013  (ISBN 9782749127118)
- Le Gardien de l'arbre avec Myriam Ouyessad, L'Élan vert, collection Le Pont des Arts, 2015  (ISBN 978-2-84455-365-2)
- Le Marin et la fille des mers, avec Cécile Alix, L'Élan vert, collection Le Pont des Arts, 2017  (ISBN 9782844554598)
- Debout, c'est Noël , avec Catherine Metzmeyer, L'Élan vert, 2018  (ISBN 9782844555328)
- Inabata et l'oiseau d'argent, avec Brigitte Delpech, L'Élan vert, 2019  (ISBN 978-2-84455-577-9)